# Niederbipp

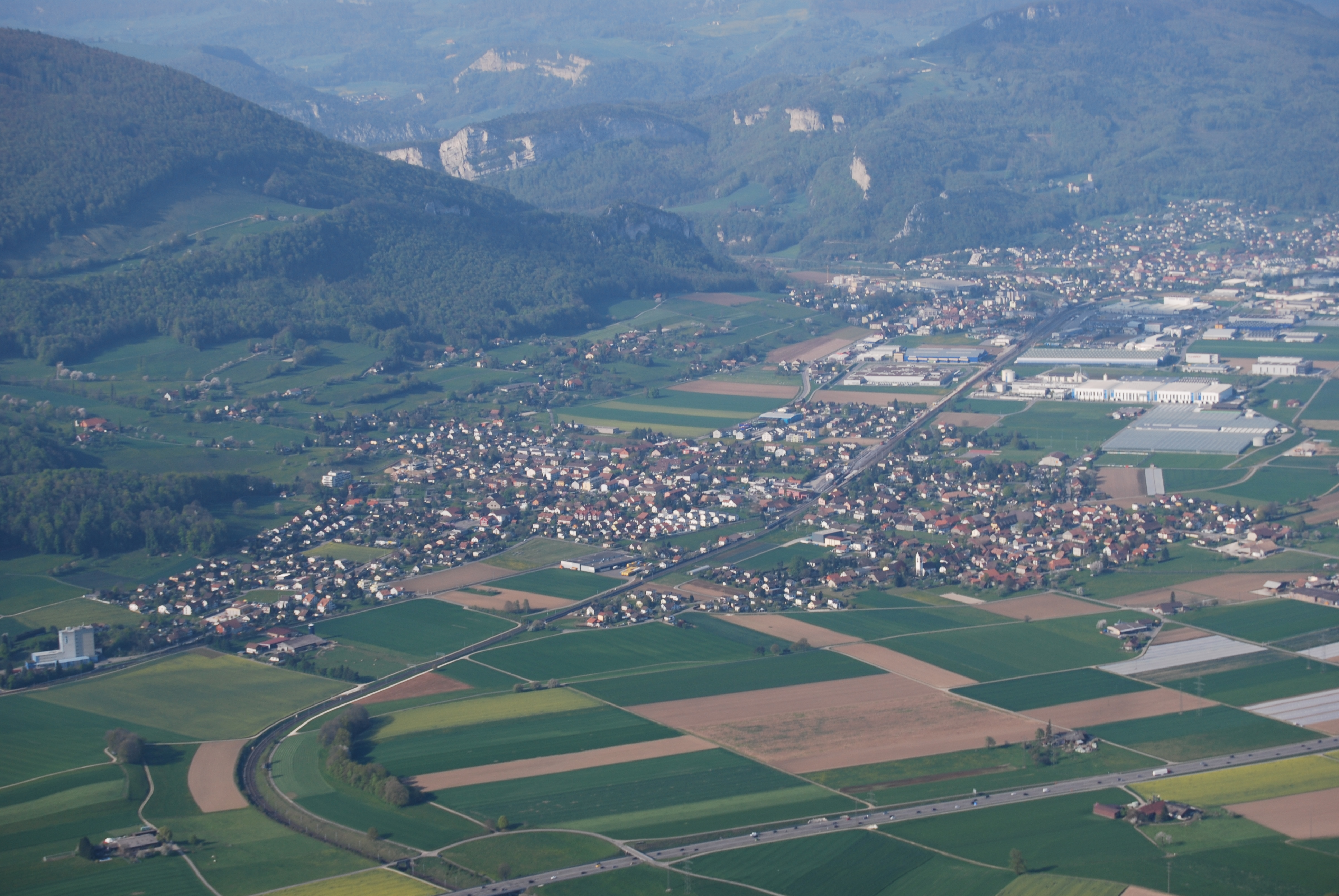
Niederbipp

Niederbipp là một đô thị thuộc huyện Oberaargau, bang Bern, Thụy Sĩ. Đô thị này có diện tích 19,77  km², dân số thời điểm tháng 12 năm 2020 là 5097 người.